# 普林策尔斯多夫
普林策尔斯多夫是奥地利下奥地利州圣帕尔滕兰县的一个市镇。总面积4.06平方公里，总人口1502人，人口密度370.0人/平方公里（2005年）。